# Catallagia fetisovi
Catallagia fetisovi är en loppart som beskrevs av Vovchinskaya 1944. Catallagia fetisovi ingår i släktet Catallagia och familjen mullvadsloppor. Inga underarter finns listade i Catalogue of Life.